# Триода
Триода је врста електронске цијеви са три електроде смјештене у стаклени или метални балон са вакуумом. Загријана катода емитује електроне, који иду према позитивној аноди. Решетка, која се налази између катоде и аноде омогућује регулацију струје у цијеви, и њену употребу у улози појачавача или прекидача.
У данашње вријеме, електронске цијеви триоде су скоро сасвим потиснуте из раширене употребе увођењем транзистора. Остала су нека посебна подручја гдје се и данас понекад користе, као триоде великих снага за радио одашиљаче, или за аудио појачаваче специјалне намјене.

## Историја
За историјат, погледати чланак Електронска цијев.

## Начин рада и опис
Триода је у основној конструкцији врло слична вакуумској диоди, са додатком још једне електроде у простору између катоде и аноде. Та електрода се назива решетка (прва решетка, контролна решетка, мрежа, капија) и означава се са G (од енглеских ријечи gate, control gate, grid).
Улога решетке је да контролише проток електрона између катоде и аноде, слично вентилу на цијеви кроз коју протиче вода. Да би решетка била што ефикаснија у тој улози, знатно је ближа катоди него аноди. Са тиме се постиже да већ мале промјене напона на решетки узрокују велике промјене у броју електрона који стижу до аноде (анодна струја).
На примјер, понекад је могуће потпуно елиминисати анодну струју већ при напону решетке од -10 V, иако је анодни напон +100 V (ово знатно зависи од типа триоде).
Овдје дакле постижемо промјену анодне струје са мијењањем напона на решетки. Овај ефект се може даље употријебити за појачавање слабих сигнала, што је предуслов за рад већине електронских уређаја. Друга употреба триоде је за прекидање сигнала у прекидачкој, импулсној и дигиталној електроници.
Примјер триоде је двострука триода ECC-83.

## Примјена
Електронске цијеви триоде су кориштене у свим гранама електронике и електротехнике. Примјене су биле разнолике:
- Појачавачи (појачала) напона и снаге свих фреквенција (аудио, радио, телевизор)
- Прекидачи (рачунар, радар)
- Осцилатори свих фреквенција
- остале

Триода је била прва електронска компонента која се могла користити као појачавач слабих сигнала, чиме је омогућен прави развој електронике.
Уз пентоде, триоде су се користиле за степене напонског појачања, и појачања снаге.
Као осцилатори, кориштене су у разним спојевима, као Хартлијев, Колпитсов и Клапов осцилатор.

## Струјно-напонске карактеристике
За одређивање радне тачке триоде су се користиле струјно-напонске карактеристике које је обезбјеђивао произвођач цијеви. Оне су приказивале зависност анодне струје Ia о напону аноде (Va или Ua) и решетке (Vg или Ug).
За нормалну операцију у класи А са уземљеном катодом, обично је биран мали негативни преднапон решетке и анодни напон реда 200-300 волти. Ово је обезбјеђивало линеарно појачавање сигнала. На примјер, ако одаберемо анодни напон Va да буде 200 V, и преднапон решетке -1 V (жута линија), са графа можемо очитати да ће вриједност анодне струје износити око 2.25 mA. То је одабрана радна тачка триоде.

## Прорачун напонског појачања
За појачавач у класи А, радни отпорник је спојен у коло аноде и зове се анодни отпорник или анодни терет. Ако одаберемо радни отпорник од 10 КΩ, и анодну струју од 2.25 mA, пад напона на њему ће износити
{\displaystyle Vr=Ia*Ra} = 0.00225 A * 10000 Ω = 22.5 V
Сад претпоставимо да се улазни наизмјенични напон мијења у амплитуди од -1.5 до -0.5 V (напон врх-врх сигнала је 1 волт). Видимо са карактеристике да ће се анодна струја мијењати од 1.2 mA (при =-1.5 V) до 3.3 mA (при =-0.5 V).
То значи да ће пад напона на радном отпорнику да се мијења од 12 V (при струји 1.2 mA) до 33 V (при струји 3.3 mA). Разлика износи (33–12) = 21 V.
Тиме је дакле постигнуто напонско појачање од 21/1 (излазни напон/улазни напон) = 21.
Лако се може видјети да се повећањем радног отпора на већу вриједност може постићи још веће појачање. Ово има своје границе јер при врло великим анодним отпорима долази до изобличења, и промјене карактеристика цијеви услијед снижења анодног напона.

## Симбол
Симбол триоде је приказан на слици, са индиректно гријаном катодом.
- Симбол вакуумске триоде.